# Lavigeria macrocarpa
Lavigeria macrocarpa är en tvåhjärtbladig växtart som först beskrevs av Daniel Oliver, och fick sitt nu gällande namn av Jean Baptiste Louis Pierre. Lavigeria macrocarpa ingår i släktet Lavigeria och familjen Icacinaceae. Inga underarter finns listade i Catalogue of Life.